# Piper vitaceum
Piper vitaceum är en pepparväxtart som beskrevs av Truman George Yuncker. Piper vitaceum ingår i släktet Piper och familjen pepparväxter.

## Underarter
Arten delas in i följande underarter:
- P. v. airaoense
- P. v. venezuelense